# Février 1971
Le mois de février 1971 était un mois parfait.

## Évènements
- De nouvelles émeutes éclatent à Reggio de Calabre.
- Février - août : affrontements sanglants entre catholiques et protestants dans les rues de Belfast. 575 personnes sont tuées entre 1971 et 1972.

- 4 février :
  - France : projet de décentralisation de l'ORTF.
  - Sadate propose une réouverture du canal de Suez conditionnée par un retrait partiel des forces israéliennes. Le projet, soutenu par les États-Unis, échoue sur la question de la démilitarisation du Sinaï et sur celle des frontières. Rogers, qui a soutenu ce plan, est définitivement écarté des affaires moyen-orientales.

- 5 février : atterrissage sur la Lune de la mission Apollo 14 et du module lunaire Antares, à bord Alan Shepard et Edgar Mitchell deviennent respectivement les 5e et 6e hommes à marcher sur la Lune.

- 7 février (Suisse) : lors d'une votation (un référendum), 67,5 % des participants se prononcent pour accorder le droit de vote aux femmes.

- 8 - 25 mars : échec désastreux de l’opération Lam Son 719, offensive lancée par les troupes sud-vietnamiennes en territoire laotien.

- 15 février : réforme monétaire au Royaume-Uni. Une livre sterling vaut désormais 100 pence. Disparaissent les shillings et les guinées.

- 22 février : Hafez el-Assad prend les pouvoirs présidentiels en Syrie, approuvé par plébiscite le 12 mai. Il se rapproche de l’Égypte et envisage un projet de fédération arabe.

## Naissances
- 1er février : Michael C. Hall, acteur américain.
- 2 février : Xavier Noiret-Thomé, artiste peintre français.
- 3 février :
  - Sarah Kane, dramaturge britannique († 20 février 1999).
  - Vincent Elbaz, acteur français.
- 6 février : Olivier Marleix, homme politique français († 7 juillet 2025).
- 7 février : 
  - Emmanuel Curtil, comédien français.
- 8 février : Philippe Caverivière, chroniqueur, auteur et humoriste français.
- 14 février : Thomas Laughlin (Tommy Dreamer), catcheur américain.
- 17 février : Denise Richards, actrice américaine.
- 23 février : Stéphane Rocher, chanteur de karaoké.
- 24 février : Pedro de la Rosa, pilote automobile espagnol.
- 25 février : Daniel Powter, chanteur canadien.
- 26 février :
  - Hélène Ségara, chanteuse française.
  - Dorian Gregory, acteur américain.
  - Emmanuel Levy, Animateur Radio français, aussi appelé Manu Levy.
- 27 février : Thierry Duvaldestin, driver et entraîneur hippique français
- 28 février : Luis de Miranda, intellectuel français.

## Décès
- 7 février :  Marie Christophe Robert Borocco, diplomate et résistant français (°17 mai 1909).
- 15 février :
  - François Gardier, coureur cycliste belge (° 27 mars 1903).
  - Freddy Terwagne, homme politique belge d'expression française (° 26 mars 1925).
- 17 février : René Simon, professeur d'art dramatique français (° 18 mai 1898).
- 18 février : Jaime de Barros Câmara, cardinal brésilien, archevêque de  Rio de Janeiro (° 3 juillet 1894).
- 24 février : Albert de Vleeschauwer, homme politique belge (° 1er janvier 1897).
- 26 février : Fernandel, comédien, chanteur comique français (° 8 mai 1903).